# Movistar Plus+
Movistar Plus+ (początkowo Movistar+) – marka usług płatnej telewizji świadczonych przez hiszpańskiego operatora telefonii komórkowej Telefónica. Powstała w celu wprowadzenia wspólnej identyfikacji usług IPTV o dotychczasowej nazwie Movistar TV i satelitarnej platformy cyfrowej Canal+.
Właściciel Movistar Plus+ jest także nadawcą kanałów premium z rodziny Movistar na terenie Hiszpanii.

## Własne stacje telewizyjne[4][5]

### Ogólnotematyczne
- Movistar Plus+ (dawniej Canal+) (HD)
- #Vamos por M+ (HD)

### Serialowe
- Originales por M+ (HD)

### Filmowe
- Estrenos por M+ (HD)
- Indie por M+ (HD)
- Clásicos por M+ (HD)
- Acción por M+ (HD)
- Comedia por M+ (HD)
- Drama por M+ (HD)
- Cine Español por M+ (HD)
- Hits por M+ (HD)

### Sportowe – piłka nożna
- LaLigaTV por M+ (HD i 4K)
- Liga de Campeones por M+ (HD i 4K)

### Sportowe
- Deportes por M+ (HD)
- Golf por M+ (HD)
- Caza y Pesca (HD)
- Ellas Vamos por M+ (HD)

### Dokumentalne
- Documentales por M+ (HD)